# Святой Иероним в пустыне (картина Дюрера)
«Святой Иероним в пустыне» — небольшая двусторонняя картина немецкого художника эпохи Возрождения Альбрехта Дюрера, выполненная около 1496 года. В настоящее время находится в Лондонской национальной галерее.

## Описание
Святой Иероним изображён во время своего отшельничества в окружении всех символов, традиционно приписываемых ему: укрощённый лев, шляпа и кардинальские одежды на земле (символ отказа от земных почестей), книга (Иероним был автором Вульгаты — латинского перевода Библии), камень, которым он бил себя, и распятие для молитв.
Изображение природы типично для Северной Европы, с многочисленными деталями, такими как маленькие птицы, белая бабочка в нижнем правом углу, а также тонкая прорисовка коры дерева или травы. Два маленьких зяблика сидят на берегу ручья, один пьёт из него (эта птица традиционно символизировала страсти Христа). Небо на заднем плане напоминает акварель Дюрера «Pond in the Woods», которая сейчас находится в Британском музее.

### Оборотная сторона картины
На обратной стороне картины находится интригующее изображение, напоминающее метеорит или комету. Вдохновением для Дюрера могли послужить изображения комет в Нюрнбергской хронике 1493 года. Однако эти ксилографии сильно стилизованы и не предназначены для изображения исторических комет, тогда как изображение Дюрера напоминает реальное наблюдение, как и пылающая звезда на его загадочной гравюре «Меланхолия», созданной в Нюрнберге в 1514 году. Возможно, что это отсылка к описанию конца света, сделанному святым Иоанном Богословом в книге Откровение.
Если изображения Дюрера действительно представляют реальные небесные объекты, то существуют три возможных кандидата. Первый — это комета 1491 года. Доктор Стен Оденвальд считает, что она «предположительно подошла на расстояние 0,0094 а. е. 20 февраля 1491 года, но орбита этой кометы очень неопределённа»; сайт НАСА согласен с комментарием Оденвальда относительно её орбиты. Второй — метеорит Энсисхейм. Эта версия предложена Урсулой Б. Марвин в связи с гравюрой «Меланхолия». Объект упал в Эльзасе 7 ноября 1492 года. Третий — комета 1493 года, упомянутая в хронологическом разделе «Эдинбургской энциклопедии» сэра Дэвида Брюстера, где говорится, что комету «видели до и после прохождения её меридиана».

## История картины
Авторство картины было приписано Дюреру в 1957 году, основываясь на сходстве между львом и похожим животным на мембранном рисунке из второй поездки художника в Венецию, который сейчас находится в Гамбургском кунстхалле. Лев почти наверняка был срисован с венецианского изображения Льва святого Марка.
Ранее картина находилась в Музее Фицуильяма в Кембридже, пока в 1996 году не была приобретена Лондонской национальной галереей.
Изображение Святого Иеронима было распространённой темой в искусстве того времени. Дюрер для этой работы, вероятно, вдохновлялся аналогичными изображениями Джованни Беллини или других художников, на которых повлиял Андреа Мантенья.